# 直行寺 (小樽市)
直行寺（じきぎょうじ）は、北海道小樽市にある浄土宗の寺院である。山号は金元山。

## 概要
直行寺の呼称は「じきぎょうじ」と称す。しかし最近は「ちょっこうじ」という愛称で親しまれている。戦前には「金子の寺」とも呼ばれていた。
当寺の山号金元山は、金子家の菩提寺として建立の悲願をおこされた金子家四代目の金子元三郎の姓名である。院号の斎祥院は、同人の院号であり、寺号の直行は二代元右衛門の幼名である。
当寺は金子家の私財をもって寄進され、明治中期より大正昭和初期に至る約60年間の経営・護持に盡くされたもので、名実ともに「かねこのてら」と通称された所以である。
それにいたる次のような逸話がある。金子家二代元右衛門代、天保13年（1842年）松前藩の御用商人に仰せ付けられてより、船業、漁業をもって松前郡知内、小樽郡朝里、利尻へと商圏を拡張している最中、明治元年（1867年）戊辰戦争に遭遇、榎本武揚を首領とする反政府軍は函館に立てこもり松前城を攻め、市街は兵火のため大半が消滅した。
松前藩では藩兵は勿論、僧徒まで集め報恩隊を編集し、金子家の菩提寺、正行寺（院代奥角智現）は、陣屋に接収され、御用達を務めている金子家は、市民を率い交戦し、その故をもって探索される。元衛門の身に危険が迫った事を知った智現和尚は、政府軍の体長に内乱戦争の非しを説き、九死の中の一命を救い出したという。
翌年5月反政府軍降伏、戊辰戦争終結、明治6年（1874年）松前藩が廃止され、8月蝦夷は北海道と改称され維新政府は札幌に開拓使を置くこととなり、北海道も大きな変革期に入った。
その背景の中に、金子家二代元右衛門は明治9年7月71歳で没し、三大元十郎が家督を相続するも多病の方で明治12年7月18歳で没したため、元十郎の実兄元三郎が四代目の家督を相続し家業を継承する。その頃、北海道の政治、経済、文化の中心は松前、江差から道央に移動した。金子家の事業も鰊漁が西海岸を北上するように漁場を拡充し、海産の増殖を図り公益にも尽くし、事業の根拠地と居住地を小樽に移行した。
しかし、金子家は、代々敬神崇佛の念厚く、松前を離れることにより、先祖累代の墓地並びに帰依している正行寺菩提寺が疎遠となるに忍び難く、小樽の地に墓所を移し、金子一族の菩提寺を建立し住職には二代元右衛門の命の恩人である正行寺住職智現を得請したいという悲願を抱かれた。
智現はその悲願に応え、明治10年代に当地に来り、妙見川畔より登る丘の上に浄土宗教会所を開設し、明治20年堂宇を新築し、直行寺との寺号公称が許される。四代金子元三郎は明治21年10月51歳にて没しているが、すでに五代元三郎は四代を扶助して遺業を完遂した。

## 交通手段
- 函館本線小樽駅下車、徒歩20分。または北海道中央バス7系統朝日通バス停下車。